# Katten i dueslaget
Katten i dueslaget (en: Cat Among the Pigeons) er en Agatha Christie krimi fra 1959. Den foregår dels i Ramat, en fiktiv stat i Mellemøsten, dels på en engelsk pigeskole Meadowbank.

## Plot
Under en revolution i Ramat forsøger forskellige kriminelle kredse at opspore nogle værdifulde diamanter, som tilhører den afsatte kongefamilie. Det viser sig hurtigt, at diamanterne er gemt på Meadowbank, og det fører til mord, som på grund af omstændighederne efterforskes af oberst Pikeaway og  Adam Goodman, der er tilnyttet efterretningstjenesten.
Katten i dueslaget begynder som en spændingsroman, men da Hercule Poirot sent i forløbet bliver inddraget i sagen, udvikler den sig i retning af en klassisk krimi. Tre mennesker bliver myrdet, før Poirot får samlet trådene og opklarer sagen. 

## Anmeldelser
Nogle anmeldere regnede denne roman blandt de bedste af Christies senere værker, bl.a. fordi den har held til at kombinere fortællestilen fra de to genrer. , mens andre fandt, at "spionageelementet ikke harmonerer med det traditionelle detektivmønster". .

## Bearbejdning
I TV- serien Agatha Christie's Poirot med David Suchet i rollen som Poirot indgår Cat Among the Pigeons som en episode. Den havde premiere i september 2008 

## Udgaver på dansk
- Carit Andersen (De trestjernede kriminalromaner, nr. 50) 1960.

- Aschehoug 2006.